# Reklin
Reklin ist ein Dorf in der Gemeinde Siedlec im Powiat Wolsztyński in der polnischen Woiwodschaft Großpolen. Der Ort liegt rund drei Kilometer nordöstlich von Siedlec, acht Kilometer nordwestlich von Wolsztyn und rund 65 Kilometer südwestlich von Posen. Im Jahr 2021 war eine Einwohnerzahl von 201 verzeichnet.
Zur Zeit der deutschen Besetzung Polens wurde der Ort Oberhausen genannt. Direkt westlich an Reklin grenzt die Ortschaft Reklinek (deutsch zeitweise Niederhausen) an.